# Bomba de propósito general

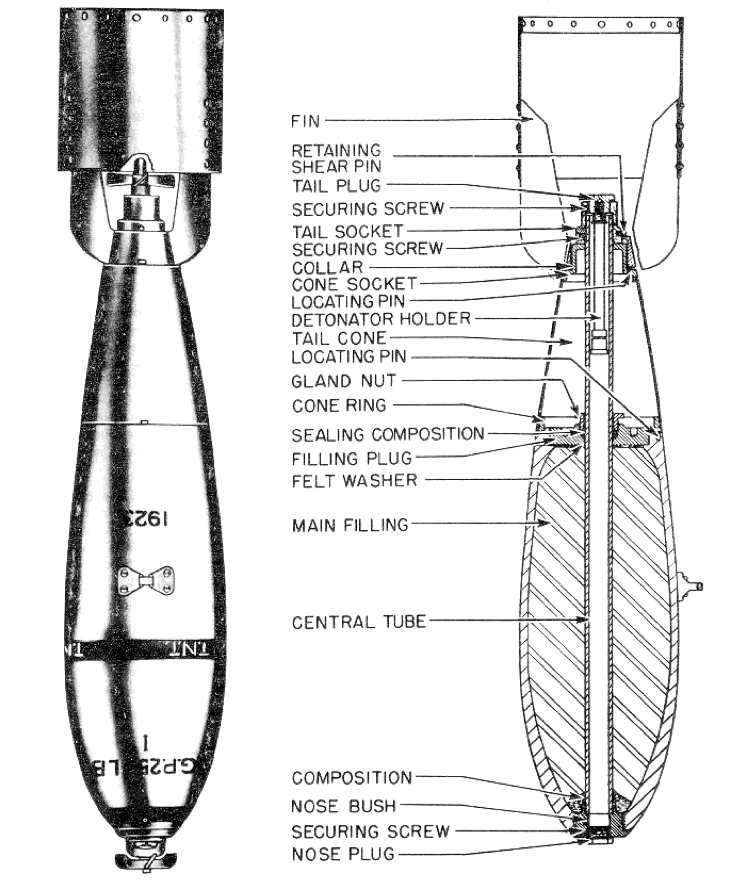
Diagrama de un bomba británica de propósito general de 250 lb, usada durante los primeros días de la Segunda Guerra Mundial

Una bomba GP (del inglés General Purpose, Propósito General) o bomba de propósito general, es un tipo de bomba destinada a ser lanzada desde el aire por aviones de ataque contra objetivos blandos debido a su capacidad de fragmentación tras la explosión. También se les llama bombas medias debido a su capacidad.

## Características

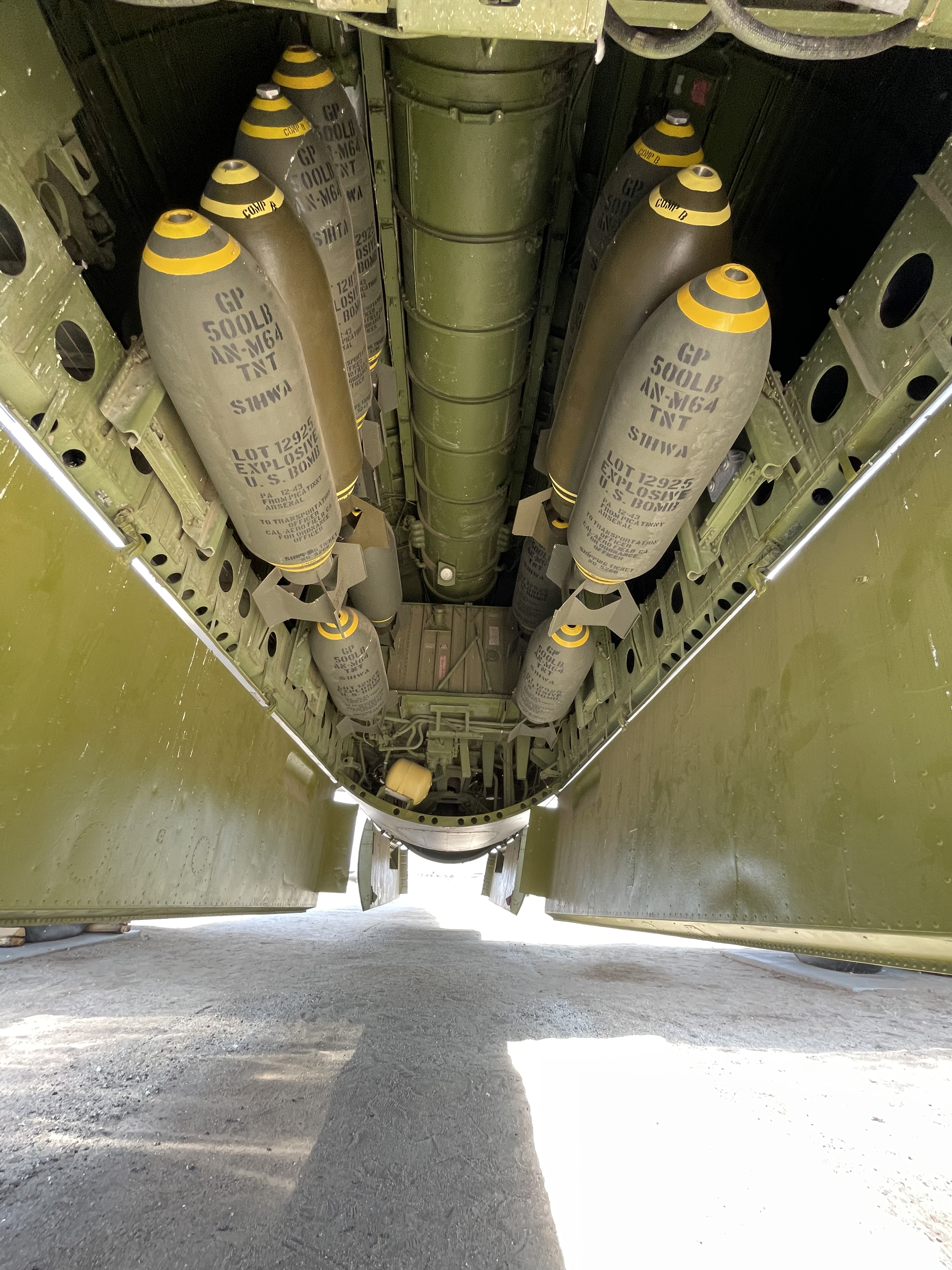
Bahía de armas de un B-29 cargada con bombas de propósito general.

Desde los inicios de la Segunda Guerra Mundial, se empezaron a usar contra dichos objetivos en funciones de apoyo directo (ataque a tierra) dada su poca eficacia contra objetivos blindados. Se usan de forma habitual en los cazabombarderos y aviones de ataque por su utilidad en aplicaciones tácticas y reducido coste de fabricación.
Por lo general, se componen de una vaina de pared metálica gruesa, que se rellena de explosivo (habitualmente TNT, Composition B, o Tritonal en el caso de las bombas en servicio de la OTAN y los Estados Unidos), el cual constituye el 50 % del peso de la bomba.
Su identificación o nomenclatura se suele corresponder con su peso, por ejemplo Bomba GP de 500 o 250 kg. En muchos casos esto es estrictamente un peso nominal, el calibre y el peso real de cada arma individuales pueden variar en función de su retraso, la fusión, el transporte y los sistemas de orientación. 
En los ataques a baja altitud, existe el riesgo de que el avión reciba el impacto de la propia bomba. Para solucionar este problema estas bombas suelen ir equipadas con algún tipo de sistema de retardo para el impacto tales como: retardadores, paracaídas o aletas exteriores que frenan la velocidad de caída del proyectil y permiten al avión salir a tiempo del radio de alcance de la detonación.